# Кахрамонов, Фанат Дильшодович
Фанат Дильшодович Кахрамонов (узб. Fanat Dilshodovich Qahramonov; Самарканд, Узбекистан) — узбекистанский боксёр-любитель и боец муай-тай, выступающий в средней, и в полутяжёлой весовых категориях. Член национальной сборной Узбекистана по боксу, участник Олимпийских игр 2020 года, многократный чемпион Узбекистана, многократный победитель и призёр международных и национальных турниров в любителях.

## Любительская карьера
В 2018 году в весовой категории до 75 кг Фанат стал чемпионом Узбекистана победив в финале опытного Одилжона Аслонова.
В 2019 году на Чемпионате мира по боксу в Екатеринбурге (Россия) в весовой категории до 75 кг в стартовом поединке победил со счётом 5:0 монгольского боксёра Даваанямын Даваасурэн. В 1/16 одолел австралийца Эдриан Каммарано также со счётом 5:0. Но в 1/8 со счётом 3:2 проиграл бразильцу Эберт да Консейсан. В этом же году на Чемпионате Узбекистана в финале проиграл со счётом 2:3 боксёру из Бухары Одилжону Аслонову.
В 2020 году Фанат Кахрамонов на лицензионном турнире для боксеров Азии и Океании, который проходил в Аммане (Иордания) в весовой категории до 75 кг проиграл в четвертьфинале иранскому боксёру Сейедшахина Мусави.
В 2021 году Кахрамонову удалось получить лицензию на Летние Олимпийские игры в Токио (Япония). В стартовом поединке в весовой категории до 75 кг он вышел на ринг против грузинского боксёра Гиорги Харабадзе и уверенно одержал победу. В 1/8 он встретился с серебряным призёром чемпионата мира по боксу 2017 Абилхан Аманкулом из Казахстана. Однако не смог его одолеть и проиграл со счётом 5:0.